# Erich Müller (Ingenieur)

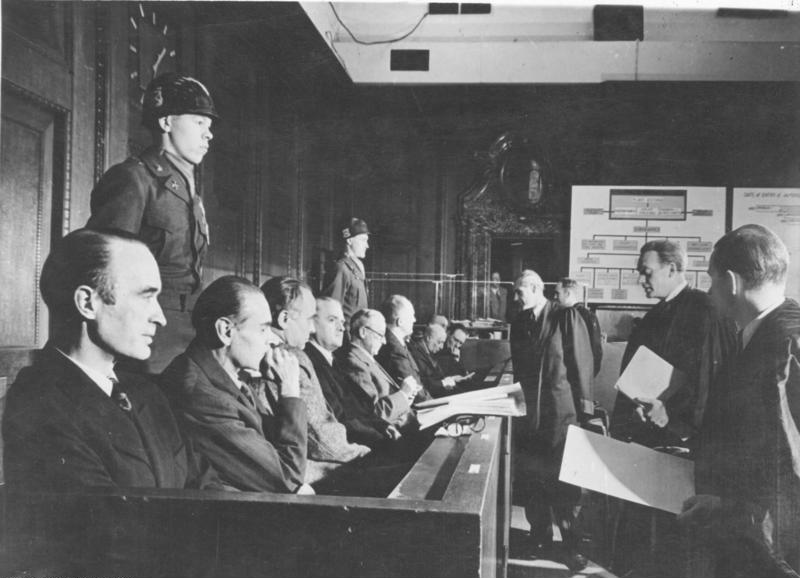
Auf der Anklagebank am 22. Dezember 1947: Alfried Krupp von Bohlen und Halbach, Ewald Loeser, Eduard Houdremont, Erich Müller, Friedrich Janssen, Karl Pfirsch, Karl Eberhardt und Heinrich Korschan (von links)

Erich Müller (* 2. November 1892 in Berlin; † 15. April 1963 in Kettwig) war ein deutscher Ingenieur und Leiter der Abteilung Artillerieentwicklung bei der Friedrich Krupp AG (Spitzname Kanonen-Müller). Er wurde in den Nürnberger Prozessen zu zwölf Jahren Haft verurteilt.

## Leben
Erich Müller besuchte von 1901 bis 1909 die Werner-Siemens Oberrealschule in Berlin-Charlottenburg, die er ohne Schulabschluss verließ. Anschließend besuchte er eine private Lehranstalt zur Vorbereitung auf die Reifeprüfung, die er im August 1914 ablegte. Zum 1. Mai 1933 trat er in die NSDAP ein (Mitgliedsnummer 2.637.734) und war für einige Monate Mitglied der SA. Politisch trat er kaum in Erscheinung; allerdings waren in Verbindung mit seinen beruflichen Aufgaben politische Kontakte unvermeidbar. Er wurde am 10. September 1945 verhaftet, danach in den Nürnberger Prozessen als Kriegsverbrecher angeklagt und verurteilt. Nach seiner Haftzeit, die vorzeitig durch Begnadigung endete, kehrte er nicht ins Berufsleben zurück. Er verstarb am 15. April 1963 in Kettwig. Nach seinem Tode wurde 1964 die Prof. Dr.-Ing. Erich Müller-Stiftung zur Förderung der Ausbildung in den Ingenieurwissenschaften an deutschen Universitäten gebildet, die noch besteht.

## Akademische Laufbahn
Im Februar 1919 begann er an der Technischen Hochschule Berlin-Charlottenburg ein Ingenieurstudium, das er 1922 mit der Diplom-Hauptprüfung abschloss. Von Oktober bis Ende 1922 war er Assistent an der TH-Berlin. An der Technischen Hochschule in Berlin-Charlottenburg promovierte er 1931 zum Dr.-Ing. und erhielt in diesem Rahmen seinen zweiten Staatspreis. Als einer der „um die Lösung von Kriegsaufgaben besonders verdienten Männer“ wurde er am 30. Januar 1943 von Adolf Hitler zum Professor ernannt.

## Berufliche Laufbahn
Er war von 1909 bis 1911 als Praktikant im Eisenbahn-Ausbesserungswerk Berlin-Grunewald beschäftigt. Von Juli bis September 1922 arbeitete er als Konstrukteur in den Borsig-Werken Berlin. Ab Februar 1923 begann er seine Laufbahn bei der Reichsbahn. 1934 wurde er zum Direktor des Reichsbahnausbesserungswerks Berlin-Tempelhof ernannt.
Im April 1935 begann er bei der Friedrich Krupp AG, wo er ein Jahr später Leiter der Artillerie-Entwicklungsabteilung wurde. Er war unter anderem für die Entwicklung der Geschütze Schwerer Gustav und Dora verantwortlich. Bei der Entwicklung des Dora-Geschützes kam es auch zu persönlichen Kontakten mit Adolf Hitler. 
Er hatte ein „kongeniales“ Verhältnis zu Hitler und griff dessen Konstruktionsideen auf, setzte sie um und erprobte sie.
Anfang 1938 erhielt er Prokura und wurde zunächst Abteilungsdirektor, ab Ende 1938 stellvertretender Direktor. Ab 1941 war er stellvertretendes Vorstandsmitglied, ab 1943 Vorstandsmitglied der Krupp AG. Er war maßgeblich an der Entwicklung von 24 Geschütztypen beteiligt. Als Vorstandsmitglied war er auch für die technische Leitung von Fabriken bei Krupp verantwortlich. Wegen Differenzen mit dem Ministerium Todt, bei dem es unter anderem um den schleppenden Aufbau der Berthawerke in Markstädt bei Breslau ging, trat er von dieser Position aber Ende 1943 zurück und widmete sich nur noch der Artillerieentwicklung.
Die NS-Propaganda behauptete, Müller habe bereits 1934 auf Veranlassung Hitlers bei Krupp die Position eines Chefkonstrukteurs eingenommen. Außerdem sei er Leiter einer außerhalb der Krupp-Werke angesiedelten geheimen Werkstatt P. St. 15 gewesen, in der drei Ingenieure an der Entwicklung neuer Waffen gearbeitet hätten. Nur Hitler, Hermann Göring sowie Albert Speer wäre der Zutritt erlaubt gewesen.

## Militärische und politische Laufbahn
Erich Müller war als Freiwilliger und Reserveoffizier im Ersten Weltkrieg. Ab 1940 war er Leiter des Waffenausschusses im Kriegsministerium unter Fritz Todt und Albert Speer. Damit gehörte er nach Werner Abelshauser zu treibenden Kräften der deutschen Rüstungswirtschaft. Wegen Differenzen mit Todt zog er sich im Frühjahr 1942 aus dem Waffenausschuss zurück – Müller trat für eine Konzentration der Produktionsstätten ein, Todt war dagegen. Die Leitung der Waffen-Kommission, mit der er von Albert Speer 1943 betraut wurde, nahm er bis Kriegsende wahr. 1943 wurde er Wehrwirtschaftsführer.

## Nürnberger Prozesse
Im Krupp-Prozess wurde er Ende Juli 1948 zu zwölf Jahren Haft verurteilt, allerdings vorzeitig 1952 wieder aus dem Kriegsverbrechergefängnis Landsberg entlassen. Sein Verteidiger war Heinrich Link mit seinem Assistent Otto Reitzenstein.